# Kale (Skoplje)
Skopsko Kale (makedonski: Скопско Кале), znana i kao tvrđava Kale , ili jednostavno Kale (što na turskom znači tvrđava), je povijesna utvrda u Makedoniji, u Skoplju, smještena na dominantnom brijegu Gradište iznad rijeke Vardar.

## Povijest
Prva utvrda, po današnjim saznanjima, podignuta je u 6. st. pr. Kr., na brdu iznad Vardara, mjestu na kojem ima tragova ljudske prisutnosti od neolitika i brončanog doba (4000 g. pr. Kr.).
Utvrda je podignuta od velikih kamenih blokova, uzetih iz obližnjeg grada Scupia, razorenog u potresu 518. godine.
Utvrda je doživjela pregradnje za vrijeme cara Justinijana I., pa zatim u 10.  i 11. st. O njezinoj sudbini i stanju za vrijeme ranog srednjeg vijeka ne zna se puno. Od vremena otomanskog zaposjedanja Skopja 1392. godine tvrđava je više puta rekonstruirana i pregrađivana. Posljednja velika oštećenja utvrda Kale doživjela je za katastofalnog Skopskog potresa 1963. godine.

## Vanjske poveznice
- Službene stranice posvećene arheološkom iskapanju na tvrđavi Kale (engl.)